# توماس مانفردینی
توماس مانفردینی (انگلیسی: Thomas Manfredini؛ زادهٔ ۲۷ مهٔ ۱۹۸۰) بازیکن فوتبال اهل ایتالیا است.
از باشگاه‌هایی که در آن بازی کرده‌است می‌توان به باشگاه فوتبال فیورنتینا، باشگاه فوتبال بولونیا، باشگاه فوتبال اودینزه، باشگاه فوتبال کاتانیا، باشگاه فوتبال آتالانتا، باشگاه فوتبال ساسولو، باشگاه فوتبال جنوآ، باشگاه فوتبال ویچنزا، و باشگاه فوتبال اسپال اشاره کرد.
وی همچنین در تیم‌های ملی فوتبال زیر ۲۰ سال ایتالیا و زیر ۲۱ سال ایتالیا بازی کرده‌است.